# Калаус (Чечня)
Калаус (чечен. Банкин-юрт) — село в Надтеречном районе Чеченской Республики. Административный центр Калаусского сельского поселения.

## География

Калаусское сельское поселение на карте Надтеречного района

Село расположено по обоим берегам реки Нефтянка, в 12 км к югу от районного центра — Знаменское и в 60 км к северо-западу от города Грозный.
Ближайшие населённые пункты: на северо-западе — село Бено-Юрт, на севере — село Знаменское, на северо-востоке — село Верхний Наур, на юге — село Орлиное и посёлок Горагорск, на юго-западе — село Комарово, на востоке — усадьба совхоза Минеральный.

## История
В 1944 году после депортации чеченцев и упразднения Чечено-Ингушской АССР, селение Нижний Калаус было переименовано в Нижнее Красноармейское.
До середины 1990-х населённый пункт носил название — Кирово.

## Население
| 1990  | 2002  | 2010  | 2012  | 2013  | 2014  | 2015  |
| ----- | ----- | ----- | ----- | ----- | ----- | ----- |
| 795   | ↗894  | ↗936  | ↗962  | ↗980  | ↗991  | ↗1006 |
| 2016  | 2017  | 2018  | 2019  | 2020  | 2021  | 2023  |
| ↗1018 | ↗1024 | →1024 | ↗1044 | ↘1037 | ↘1016 | ↘1003 |
| 2024  |       |       |       |       |       |       |
| ↗1004 |       |       |       |       |       |       |

## Тайпы
- Арганой[20]
- Беркой[20]
- Кей
- Ригахой
- Цонтарой
- Алларой
- Макажой
- Хьуркой

### Микротопонимы
- Банкин кӏотар (Банкин котар) — «Банковский хутор». Урочище в северо-западной части Калауса[21]. Здесь находился английский банк, выдававший жителям сёл Знаменское и Калаус, компенсацию за использование недр, при добыче нефти.
- Гӏулоз чоь (Гулоз чё) — «Калаусская низина». Урочище в сторону села Верхний Наур[21].
- Гӏулоз чу (Гулоз чу) — «В Калаус». Урочище к югу от села.
- Гӏулоз гӏу (Гулоз гу) — «Калаусский колодец». Урочище, пастбище и пашни к югу от села Надтеречное.
- ГӀулоз чу боьду некъ (Гулоз чу бёду нек) — «Дорога, идущая в Калаус». Выходит с южной стороны села Надтеречное на запад[22].
- Гӏулозан регӏнаш — чеченское название части Терского хребта. Северные отроги Терского хребта от станицы Вознесенской на западе и до Зебир-Юрта на востоке, вайнахам известны как Гӏулоз-чоь (Калаус), Гӏулозан боьранаш (Калауские лощины), Гӏулозан регӏнаш (Калауские хребты). Терский хребет имеет и другое историческое названия — Чергазийн рагI (Черкесский хребет) или Гӏебартойн рагI (Кабардинский хребет)[23].
- Ургӏала некъ (Ургала нек) — «Ургала дорога». Тропинки, спускающиеся с вершины Ургала корта и соединяющие населённые пункты — Вознесенская, Братское и Калаус. С распространением автомобилей, тропинки утратили своё былое значение[23].

## Образование
- Калаусская муниципальная средняя общеобразовательная школа[24].

## Калаус в фольклоре
«Алмаз» или «Алмаст» — лесной, покрытый волосами добродушный человек, упоминаемый в фольклоре кавказцев. В чеченских песнях при упоминании Калауса, обязательно рядом с ним встает и алмаз резвящийся: «…Алмазаш ловзучу Гӏулозан бийрахь» (В Калаусской лощине, где резвятся алмасты).